# Rio Bento Gomes
Rio Bento Gomes är ett vattendrag i Brasilien.   Det ligger i delstaten Mato Grosso, i den centrala delen av landet, 1 000 km väster om huvudstaden Brasília.
Trakten runt Rio Bento Gomes består huvudsakligen av våtmarker. Trakten runt Rio Bento Gomes är nära nog obefolkad, med mindre än två invånare per kvadratkilometer.